# Roy Hitt

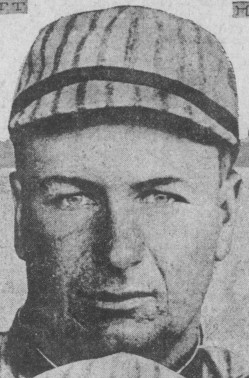
Roy Hitt 1911.

Roy Wesley "Rhino" Hitt, född den 22 juni 1884 i Carleton i Nebraska, död den 8 februari 1956 i Pomona i Kalifornien, var en amerikansk professionell basebollspelare som spelade 1907 i Major League Baseball (MLB). Hitt var pitcher.
I MLB spelade Hitt för Cincinnati Reds.

### Webbkällor
- ”Roy Hitt Stats” (på engelska). ESPN. https://www.espn.com/mlb/player/stats/_/id/22946/roy-hitt. Läst 3 mars 2024.
- ”Roy Hitt Statistics and History” (på engelska). Baseball-Reference.com. https://www.baseball-reference.com/players/h/hittro01.shtml. Läst 3 mars 2024.